# Dransdorfer Berg
Der Dransdorfer Berg ist eine Erhebung im Bonner Ortsteil Dransdorf. Er ist kein Berg im Sinne einer Erhebung mit einem Gipfel, sondern besteht aus einem steilen Hang zwischen dem tiefliegenden Dransdorf und dem Meßdorfer Feld sowie Teilen dieser höheren Fläche. Im Ort wird er auch  Endenicher Berg (nach dem Nachbarortsteil) oder Steens Berg (nach einem ehemaligen Gut einer Familie Stein) genannt.

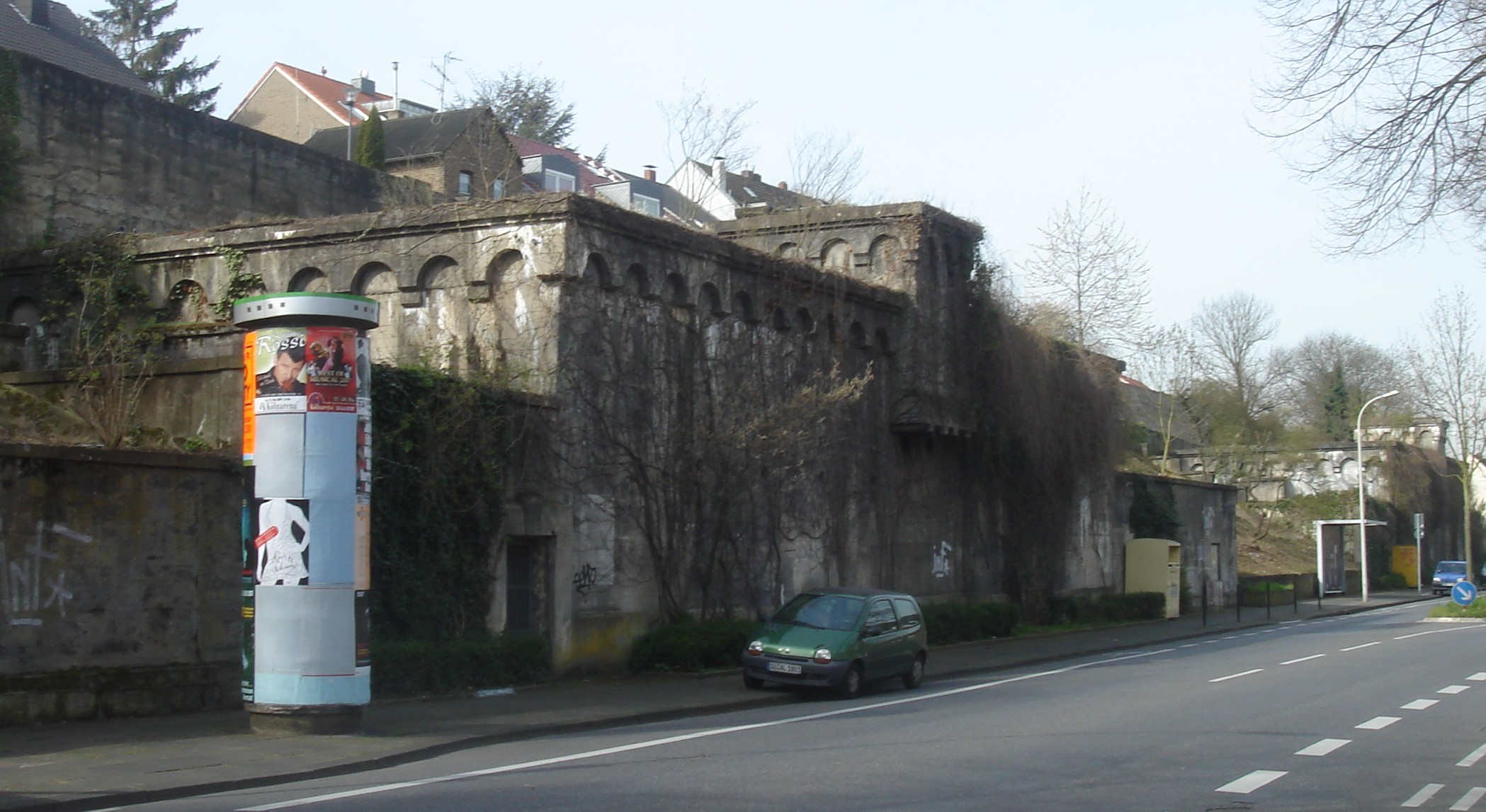
Hang mit Bunker

Die Hangfront wird heute von einem Luftschutzbunker aus dem Zweiten Weltkrieg geprägt. Der Bau begann am  15. Juni 1941, die Fertigstellung erfolgte 1943. Anfangs waren 870 Liege- und 250 Sitzplätze vorgesehen, 1944 wurden daraus 201 Liege- und 598 Sitzplätze. Infolge eines Bombardements Bonns am 18. Oktober 1944 wurden wichtige medizinische Einrichtungen in den Bunker verlegt: Teile der Chirurgischen und Inneren Abteilung des Universitätsklinikum Bonn und die Frauenklinik.
An der Oberkante des Hanges befinden sich Wohnhäuser, dahinter lag lange die Bonner Stadtgärtnerei. Seit 1996 entstand auf einem Teil des Geländes unter Leitung des Deutschen Werkbunds eine sogenannte „grüne Spielstadt“, in der „Bau- und Baumwerke“ kombiniert werden sollen. Sie zählte zu den „weltweiten Projekten“ der EXPO 2000.
Des Weiteren wurde vom Stadtrat am 28. April 2005 beschlossen, ein Konzept für die Verwendung des restlichen Geländes aufzustellen. Demnach sollen hier das Amt für Stadtgrün und die Gemeinnützige Gesellschaft zur Beschäftigungsförderung angesiedelt werden.